# Eyalet di Podolia
L'eyalet di Podolia (in turco: Eyalet-i Podolya) fu un eyalet dell'Impero ottomano, nell'area attuale compresa nell'attuale Ucraina. Per capitale aveva la città di Kam"janec'-Podil's'kyj.

## Storia

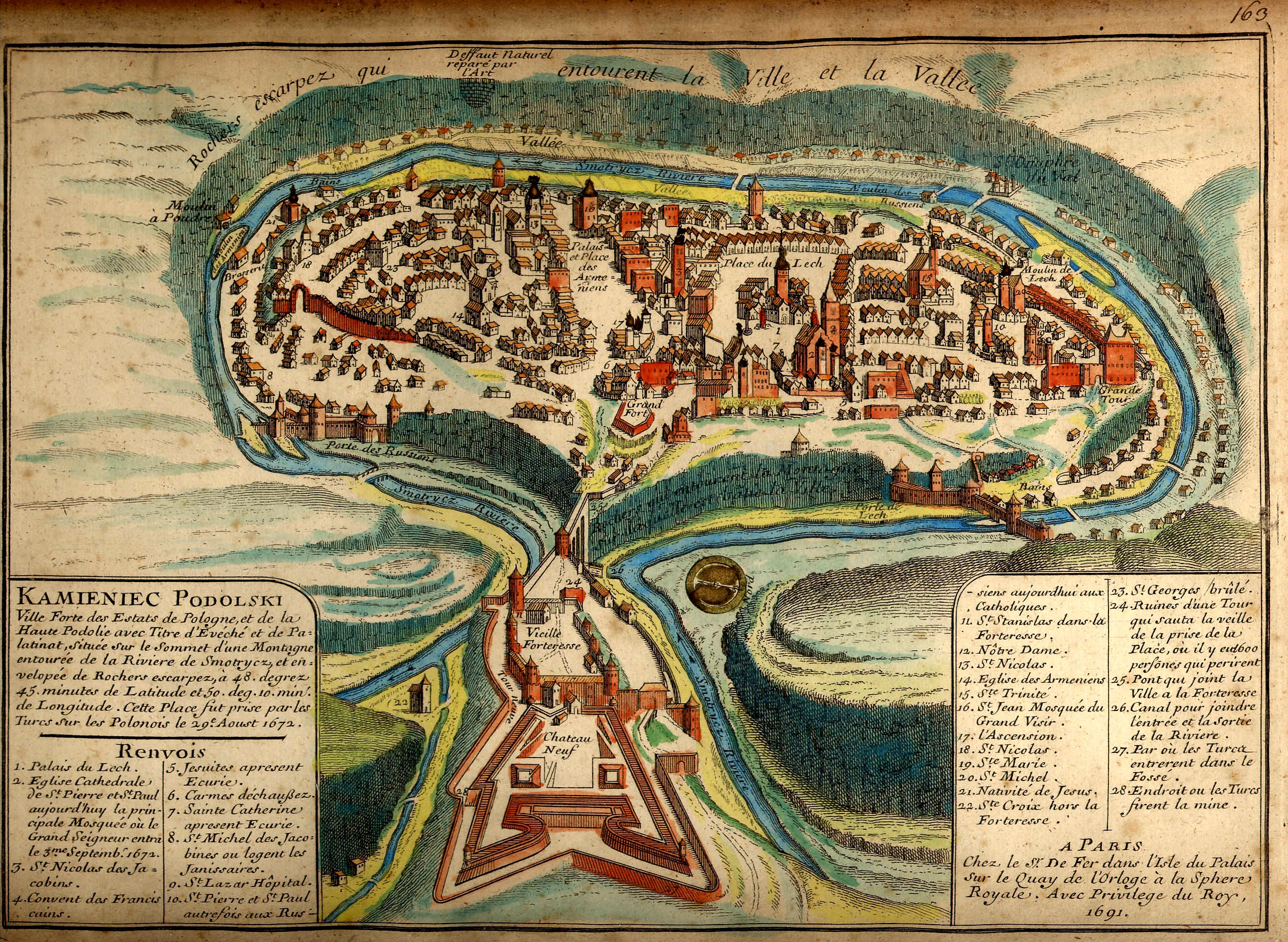
La guarnigione ottomana nella città di Kamaniçe, capitale dell'Eyalet di Podolia.

Nel 1672 l'esercito ottomano, guidato dal sultano Mehmed IV in persona, prese Kamaniçe dopo un breve assedio. Il Trattato di Bučač confermò il controllo ottomano sulla città, che divenne il centro del nuovo eyalet. Il trattato venne ripudiato dalla Dieta polacca e ne derivò una nuova guerra.
La campagna polacca contro i turchi ebbe esiti negativi e il massacro di Żurawno (1676) lasciò Podolia entro i confini ottomani. Scoppiò dunque una nuova guerra polacco-ottomana nel 1683. Per i successivi 16 anni, il governo ottomano nella Podolia fu generalmente limitato al ruolo di blocco presso la fortezza di Kamianets, detenuto da una guarnigione di 6.000 soldati. La fortezza tornò alla Polonia come risultato del trattato di Karlowitz (1699).

## Geografia antropica

### Suddivisioni amministrative
I sanjak dell'eyalet di Podolia a metà Ottocento erano:
1. sanjak di Kamaniçe
2. sanjak di Bar
3. sanjak di Mejibuji
4. sanjak di Yazlofça

## Governatori
Durante i 27 anni di governo ottomano, la Podolia venne amministrata da nove pascià:
- Küstendilli Halil (1672–76; 1677–80),
- Arnavut Ibrahim (1676–77)
- Defterdar Ahmed (1680–82)
- Arnavut Abdurrahman (1682–84)
- Tokatlı Mahmud (1684)
- Bozoklu Mustafa (1685–86)
- Sarı Boşnak Hüseyin (1686–88)
- Yegen Ahmed (1688–89)
- Kahraman Mustafa (1689–99)